# Conus muriculatus
Espèce
Statut de conservation UICN

 LC  : Préoccupation mineure
Conus muriculatus est une espèce de mollusques gastéropodes marins de la famille des Conidae.
Comme toutes les espèces du genre Conus, ces escargots sont prédateurs et venimeux. Ils sont capables de « piquer » les humains et doivent donc être manipulés avec précaution, voire pas du tout.

## Description
La taille d'une coquille adulte varie entre 15 mm et 50 mm. La coquille solide a des côtés droits, et une courte spire conique. L'épaule est fortement annulée et tuberculée. Le verticille est fortement strié vers la base, entouré de lignes de granules. La couleur de la coquille est blanche, teintée de violet vers la base, avec deux bandes marron clair ou brun jaunâtre, larges, irrégulières et quelque peu indistinctes.

## Distribution
Cette espèce est présente dans l'océan Indien au large de Madagascar, dans le bassin des Mascareignes jusqu'à l'ouest de l'Australie. jusqu'à l'Australie occidentale ; dans l'océan Pacifique, du Japon à la Nouvelle-Calédonie, aux Fidji, aux îles Salomon, aux Tonga, au Vanuatu et à la Polynésie française ; au large de l'Australie (Nouvelle-Galles du Sud, Queensland).

### Niveau de risque d’extinction de l’espèce
Selon l'analyse de l'UICN réalisée en 2011 pour la définition du niveau de risque d'extinction, cette espèce de grande envergure est présente dans l'océan Indien, de Madagascar et de la Réunion jusqu'à l'ouest de l'Australie, et dans le Pacifique, du Japon à la Nouvelle-Calédonie, aux Fidji et à la Polynésie française elle est commune, n'est pas menacée et se trouve probablement dans des zones marines protégées elle est classée dans la catégorie " préoccupation mineure ".

## Taxonomie

### Publication originale
L'espèce Conus muriculatus a été décrite pour la première fois en 1833 par le naturaliste, illustrateur et conchyliologiste britannique George Brettingham Sowerby I dans « The conchological illustrations or, Coloured figures of all the hitherto unfigured recent shells »,.

### Synonymes
- Conus (Lividoconus) muriculatus G. B. Sowerby I, 1833 · appellation alternative
- Conus muriculatus  var. laevigata G. B. Sowerby I, 1833 · non accepté
- Leptoconus muriculatus (G. B. Sowerby I, 1833) · non accepté
- Lividoconus muriculatus (G. B. Sowerby I, 1833) · non accepté

### Sous-espèces
- Conus muriculatus var. laevigata G. B. Sowerby I, 1833, accepté en tant que Conus muriculatus G. B. Sowerby I, 1833 (invalide, junior homonyme de Conus laevigatus Link, 1807)